# Ellen Lupton
Pour les articles homonymes, voir Lupton (homonymie).
Ellen Lupton est une graphiste, curatrice et auteure américaine, née à Philadelphie en 1963.

## Parcours
Ellen Lupton a étudié à l'école d'art Cooper Union entre 1981 et 1985, où elle obtient un BFA. Elle y découvre la typographie, dans les cours de George Sadek et William Bevington. 
Par la suite, elle obtient un PhD en Communication Design à l'Université de Baltimore en 2008.

## Travail curatorial
En 1992, Ellen Lupton a été nommé curatrice en design contemporain au Cooper-Hewitt National Design Museum. Dans cette fonction, Ellen Lupton a conçu des expositions, dont Mixing Messages: Graphic Design in Contemporary Culture, The Senses: Design Beyond Vision, How Posters Work, et Beautiful Users. En 2000, Lupton a organisé la première "National Design Triennial" des Etats-Unis.

## Enseignement du design
Depuis 2003, Ellen Lupton est directrice du programme MFA en "graphic design" au Maryland Institute College of Art (MICA), à Baltimore.

## Publications
Ellen Lupton a écrit et supervisé un grand nombre de livres dans le domaine du design et de la typographie, dont une douzaine ont été publiés par Princeton Architectural Press: 
- Design Is Storytelling, Cooper Hewitt, 2017.
- Graphic Design: The New Basics (avec Jennifer Cole Phillips), Princeton Architectural Press, 2008.
- Thinking with Type, Princeton Architectural Press, 2004. Traduction en français : Comprendre la typographie, Pyramyd, 2007.

### En collaboration avec les étudiants de MICA
- Type on Screen, Princeton Architectural Press, 2014. Traduction en français : Typo et design pour écran, Pyramyd, 2015.
- Indie Publishing, Princeton Architectural Press, 2008. Traduction en français : Books et fanzines, do it yourself!, Eyrolles, 2009.

### En collaboration avec sa sœur jumelle, Julia Lupton
- DIY Kids, Princeton Architectural Press, 2007. Un livre de design pour enfants.
- Design Your Life, St. Martin's Griffin, 2009.

## Récompenses
Le travail d'Ellen Lupton a été honoré par divers prix, parmi lesquels la médaille d'or de l'Institut américain des arts graphiques (AIGA).